# Gymnastique artistique aux Jeux olympiques d'été de 2016 - sol hommes
 (août 2016).
Pour un article plus général, voir Gymnastique artistique aux Jeux olympiques d'été de 2016.
Navigation
Londres 2012 Tokyo 2020
The Men's floor competition at the 2016 Summer Olympics will be held at the HSBC Arena.

## Format de la compétition
The top 8 qualifiers in the qualification phase (limit two per NOC), based on combined score of each apparatus, advanced to the individual all-around final. The finalists performed on each apparatus again. Qualification scores were then ignored, with only final round scores counting.

## Qualifications
The gymnasts who ranked top eight qualified for final round. In case of there were more than two gymnasts in same NOC, the last ranked among them would not qualify to final round. The next best ranked gymnast would qualify instead.
| Rank | Name              | Pays            | Difficulty | Execution | Penalty | Total  | Qualification |
| ---- | ----------------- | --------------- | ---------- | --------- | ------- | ------ | ------------- |
| 1    | Sam Mikulak       | États-Unis      | 6.800      | 9.000     |         | 15.800 | Q             |
| 2    | Jacob Dalton      | États-Unis      | 6.700      | 8.900     |         | 15.600 | Q             |
| 3    | Kōhei Uchimura    | Japon           | 6.900      | 8.633     |         | 15.533 | Q             |
| 4    | Diego Hypólito    | Brésil          | 6.800      | 8.700     |         | 15.500 | Q             |
| 4    | Max Whitlock      | Grande-Bretagne | 6.800      | 8.700     |         | 15.500 | Q             |
| 6    | Kenzō Shirai      | Japon           | 7.600      | 7.833     | –0.1    | 15.333 | Q             |
| 7    | Kristian Thomas   | Grande-Bretagne | 6.200      | 9.033     |         | 15.233 | Q             |
| 8    | Yūsuke Tanaka     | Japon           | 6.300      | 8.933     |         | 15.233 |               |
| 9    | Arthur Mariano    | Brésil          | 6.400      | 8.800     |         | 15.200 | Q             |
| 10   | Manrique Larduet  | Cuba            | 6.500      | 8.700     |         | 15.200 | R1            |
| 11   | Rayderley Zapata  | Espagne         | 6.700      | 8.383     |         | 15.083 | R2            |
| 12   | Benjamin Gischard | Suisse          | 6.400      | 8.666     |         | 15.066 | R3            |

## Finale
| Rang               | Gymnaste        | Pays            | Score D | Score E | Pén. | Total  |
| ------------------ | --------------- | --------------- | ------- | ------- | ---- | ------ |
| Médaille d'or      | Max Whitlock    | Grande-Bretagne | 6.800   | 8.833   |      | 15.633 |
| Médaille d'argent  | Diego Hypólito  | Brésil          | 6.800   | 8.733   |      | 15.533 |
| Médaille de bronze | Arthur Mariano  | Brésil          | 6.700   | 8.733   |      | 15.433 |
| 4                  | Kenzō Shirai    | Japon           | 7.600   | 7.766   |      | 15.366 |
| 5                  | Kōhei Uchimura  | Japon           | 6.900   | 8.641   | −0.3 | 15.241 |
| 6                  | Jacob Dalton    | États-Unis      | 6.700   | 8.433   |      | 15.133 |
| 7                  | Kristian Thomas | Grande-Bretagne | 6.200   | 8.858   |      | 15.058 |
| 8                  | Sam Mikulak     | États-Unis      | 6.600   | 7.833   | −0.1 | 14.333 |